# Pucholové madagaskarští
Pucholové madagaskarští (Euplerinae) představují společně s galidiemi (Galidiinae) podčeleď šelem madagaskarských (Eupleridae). Zahrnují tři žijící rody endemitní k Madagaskaru, včetně největší madagaskarské šelmy, fosy (Cryptoprocta ferox).

## Systematika
Samotný systém zástupců šelem madagaskarských byl od počátku problematický, jednotlivé madagaskarské šelmy bývaly řazeny v rámci různých kočkotvárných čeledí, anebo pro ně byly vytvářeny samostatné čeledi. Například fosa (Cryptoprocta ferox), zřejmě nejznámější zástupce pucholů madagaskarských, bývala řazena mezi kočkovité (Felidae), cibetkovité (Viverridae), či do samostatné čeledi Cryptoproctidae. Až studie z konce 20. a začátku 21. století přesvědčivě potvrdily, že všechny madagaskarské šelmy tvoří jednu monofyletickou skupinu, jež je hodnocena jako sesterská vůči promykovitým (Herpestidae).
Podčeleď pucholové madagaskarští zahrnuje následující tři žijící rody a čtyři žijící druhy (Cryptoprocta spelea je holocenní druh fosy známý ze subfosilních pozůstatků). Špatně známí pucholové rodu Eupleres tradičně tvořili jediný druh E. goudotti, novější studie doporučují členění na dva samostatné druhy.
| Rod                        | Druh                                                  | Obrázek |
| -------------------------- | ----------------------------------------------------- | ------- |
| Cryptoprocta Bennett, 1833 | - fosa (C. ferox) - † Cryptoprocta spelea             |         |
| Eupleres Doyère, 1835      | - puchol malý (E. goudotii) - puchol velký (E. major) |         |
| Fossa Gray, 1864           | - fanaloka (F. fossana)                               |         |